# Desa Cireundeu (administrativ by i Indonesien, Jawa Barat)
Desa Cireundeu är en administrativ by i Indonesien.   Den ligger i provinsen Jawa Barat, i den västra delen av landet, 50 km väster om huvudstaden Jakarta.